# Sterculia scandens
Sterculia scandens är en malvaväxtart som beskrevs av William Botting Hemsley. Sterculia scandens ingår i släktet Sterculia och familjen malvaväxter. Inga underarter finns listade i Catalogue of Life.